# Mokry tytoń

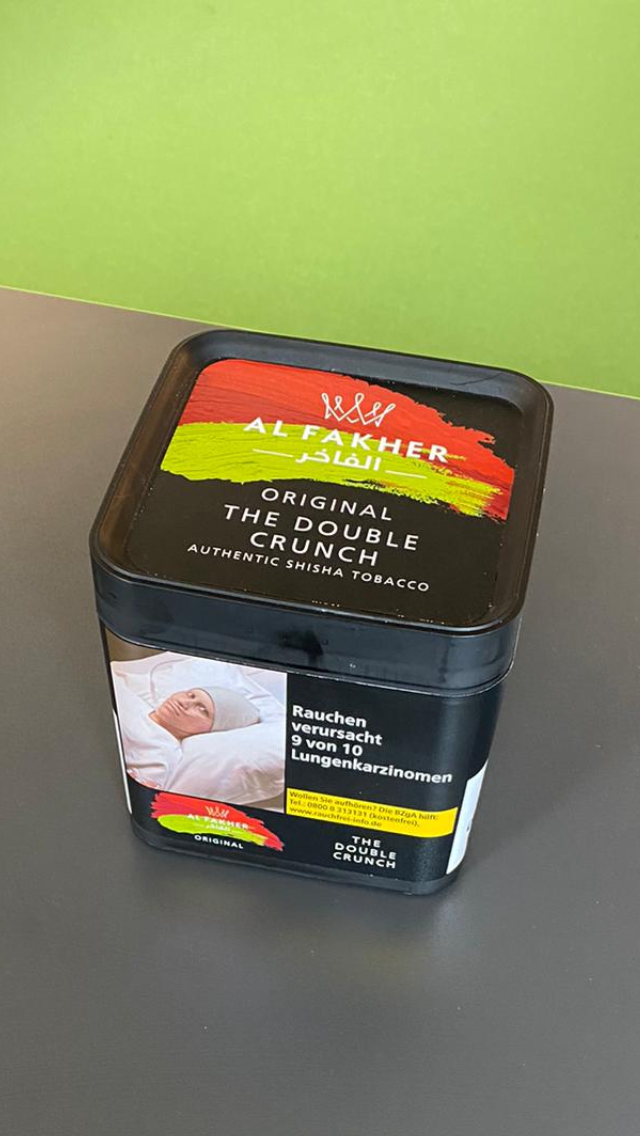
Pudełko mokrego tytoniu

Mokry tytoń (tobamel lub maassel) – tytoń przeznaczony do palenia w arabskiej fajce wodnej (sziszy). Charakteryzuje się bardzo dużą wilgotnością i mocnym aromatem, dzięki nasączeniu go melasą cukrową, syropami owocowymi, esencjami i olejkami aromatycznymi. Dostępny jest w wielu smakach. Z powodu dużej wilgotności nie jest możliwe palenie go w fajkach klasycznych, gdyż konieczne jest stałe podgrzewanie go węglem drzewnym. 
Do głównych producentów mokrego tytoniu należą: Dokhan San`ate Abir, Al Fakher, Starbuzz, Layalina, Serbetli, Al Waha, Hennawy i egipska firma Nakhla Tobacco.